# I Hate Everything About You
I Hate Everything About You è il singolo d'esordio del gruppo musicale canadese Three Days Grace, estratto dall'album omonimo della band. Il brano è stato interamente scritto da Adam Gontier, il cantante del gruppo.

## Formazione
- Adam Gontier - voce, chitarra
- Brad Walst - basso
- Neil Sanderson - batteria, voce

## Tracce
1. I Hate Everything About You (versione acustica)
2. Burn
3. Are You Ready

## Classifiche
| Classifiche 2003                     | Posizione massima |
| ------------------------------------ | ----------------- |
| Billboard Hot 100                    | 55                |
| Billboard Alternative Songs          | 2                 |
| Billboard Hot Mainstream Rock Tracks | 4                 |
| Billboard Canadian Singles Chart     | 1                 |
| Australian Singles Chart             | 22                |